# Pierre Asselin
Pierre Asselin, né le 16 avril 1753 à Orbec et mort le 20 novembre 1847 au Mesnil-Verclives, est un homme politique français.

## Biographie
Il fut élu, le 10 mai 1815, membre de la Chambre des Cent-Jours pour l'arrondissement de Lisieux.
Pierre Asselin est un ancien receveur des finances. Il est le beau-père du Baron Louis Pierre Édouard Bignon.

## Sources
- « Pierre Asselin », dans Adolphe Robert et Gaston Cougny, Dictionnaire des parlementaires français, Edgar Bourloton, 1889-1891 [détail de l’édition]